# 瑪特·瑪斯
瑪特·瑪斯（Mirte Maas；1991年1月16日—），荷蘭超級名模。她是高級時裝品牌：Chanel、Etro、Calvin Klein的代言人。瑪特上過Vogue China及W等雜誌封面或內頁，也有參與Lanvin、Versace、Chanel等著名時裝及奢侈品的時裝展。瑪特現在在Models.com的Top 50 Women中排第22名。